# Eloactis
Eloactis is een geslacht van zeeanemonen uit de klasse van de Anthozoa (bloemdieren).

## Soort
- Eloactis globulosa (Quoy & Gaimard, 1833)